# 津田四郎
津田 四郎（つだ しろう、1908年9月8日 - 1965年2月23日）は、兵庫県氷上郡柏原町出身のプロ野球選手（捕手・内野手・外野手）、プロ野球審判員。

## 人物
旧制関西中学校卒業後、中国大陸へ渡って満洲電信電話社員として勤務しながらノンプロ野球チームである大連実業團に入ってプレーする。大連実業のメンバーとして第2回全日本都市対抗野球大会（1928年）に出場している。その後、奉天日満実業團へ移ってプレーした。
1934年、日本へ戻ると大日本東京野球倶楽部（現在の巨人軍）結成に加わり、翌年の第一次アメリカ合衆国遠征に参加した。
1936年、第二次アメリカ合衆国遠征に際して田部武雄の後を受けて第3代巨人軍主将に任命される。同年の7月1日、早稲田大学戸塚球場で挙行された『日本職業野球連盟結成記念大会』での対名古屋軍（現在の中日ドラゴンズ）戦で、中山武の代走で職業野球選手として公式戦初出場を果たした。また、1937年秋のリーグ戦開幕戦の対大阪タイガース戦（西宮球場）では7番・二塁手で先発出場している。捕手としての出場記録もあり、沢村栄治とバッテリーを組んだこともあった。
1938年に軍隊召集の為に巨人軍を離れる。1941年、召集解除と共に巨人軍に復帰したが、ほどなくして退団し、日本野球連盟審判員に転向する。一時国民野球連盟審判員も務めたが、1948年に再び日本野球連盟に復帰して審判員も務めた。1949年4月14日、日本野球連盟リーグ戦の巨人対南海ホークス戦（後楽園球場）で発生した『三原ポカリ事件』は自身の判定に対する巨人軍：三原脩監督の抗議が発端となっている。
1950年の二リーグ分裂後は、セントラル・リーグ審判員となった。1950年3月10日のセントラル・リーグ開幕戦となった巨人対松竹ロビンス戦（福岡・平和台野球場）では球審を務めた。また1959年6月25日、昭和天皇並びに香淳皇后が初めてプロ野球を観戦した（『天覧試合』）、巨人対大阪タイガース第11回戦（後楽園球場）では一塁塁審を務めた。
1961年の日本シリーズ（巨人対南海戦）に審判として出場した後、セントラル・リーグ二軍養成責任審判員を務めた。
1965年2月23日、セントラル・リーグ審判員のままで胃がんの為、東京慈恵会医科大学附属病院にて死去。56歳没。

## 詳細情報

### 年度別打撃成績
| 年 度     | 球 団     | 試 合 | 打 席 | 打 数 | 得 点 | 安 打 | 二 塁 打 | 三 塁 打 | 本 塁 打 | 塁 打 | 打 点 | 盗 塁 | 盗 塁 死 | 犠 打 | 犠 飛 | 四 球 | 敬 遠 | 死 球 | 三 振 | 併 殺 打 | 打 率 | 出 塁 率 | 長 打 率 | O P S |
| --------- | --------- | ----- | ----- | ----- | ----- | ----- | -------- | -------- | -------- | ----- | ----- | ----- | -------- | ----- | ----- | ----- | ----- | ----- | ----- | -------- | ----- | -------- | -------- | ----- |
| 1936春秋  | 巨人      | 4     | 7     | 7     | 1     | 1     | 0        | 0        | 0        | 1     | 0     | 0     | --       | 0     | --    | 0     | --    | 0     | 4     | --       | .143  | .143     | .143     | .286  |
| 1936秋    | 巨人      | 12    | 22    | 19    | 0     | 2     | 0        | 0        | 0        | 2     | 3     | 2     | --       | 0     | --    | 3     | --    | 0     | 5     | --       | .105  | .227     | .105     | .333  |
| 1937春    | 巨人      | 10    | 11    | 11    | 4     | 4     | 1        | 0        | 0        | 5     | 2     | 2     | --       | 0     | --    | 0     | --    | 0     | 0     | --       | .364  | .364     | .455     | .818  |
| 1937秋    | 巨人      | 10    | 24    | 22    | 3     | 6     | 0        | 0        | 0        | 6     | 1     | 1     | --       | 0     | --    | 2     | --    | 0     | 2     | --       | .273  | .333     | .273     | .606  |
| 通算：2年 | 通算：2年 | 36    | 64    | 59    | 8     | 13    | 1        | 0        | 0        | 14    | 6     | 5     | --       | 0     | --    | 5     | --    | 0     | 11    | --       | .220  | .281     | .237     | .519  |

### 背番号
- 13（1935年）
- 2（1936年 - 1937年、1941年）